# أرزنان
أَرْزَنان هي قرية تاريخيَّة من قرى أصبهان في فارس.

## التسمية
أَرْزنان تكتب "بالفتح ثم السكون، وضم الزاي، ونون وألف، ونون أخرى".

## أعلام
يُنسب إلى أرزنان عددٌ من الأعلام، أبرزهم:
- أبو القاسم الحسن ابن أحمد بن محمد الأرزناني المعلم الأعمى، مات سنة 453هـ / 1061م أو 1062م.
- أبو جعفر محمد بن عبد الرحمن بن زياد الأصبهاني الأرزناني الحافظ الثبت، توفي سنة 317هـ / 929م. وجده سمع في الشام ورأس عين وصور وتاريخ مصر الإسلامية ووأصبهان والرَّي والأهواز ومكة والعراق والدامغان وطرسوس. روى عنه أبو الشيخ عبد الله بن محمد ابن جعفر، وأبو بكر أحمد بن الحسين بن مهران المقري وجماعة كثيرة. وكان موصوفًا بالعلم والثقة والاتقان والزهد والورع.

### فهرس المنشورات
1. 1 2 3  الحموي (1977)، ج. 1، ص. 150.

### معلومات المنشورات كاملة
الكتب مرتبة حسب تاريخ النشر
ياقوت الحموي (1977)، معجم البلدان (ط. 1)، بيروت: دار صادر، OCLC:1014032934، QID:Q114913343